# Sam Clayton

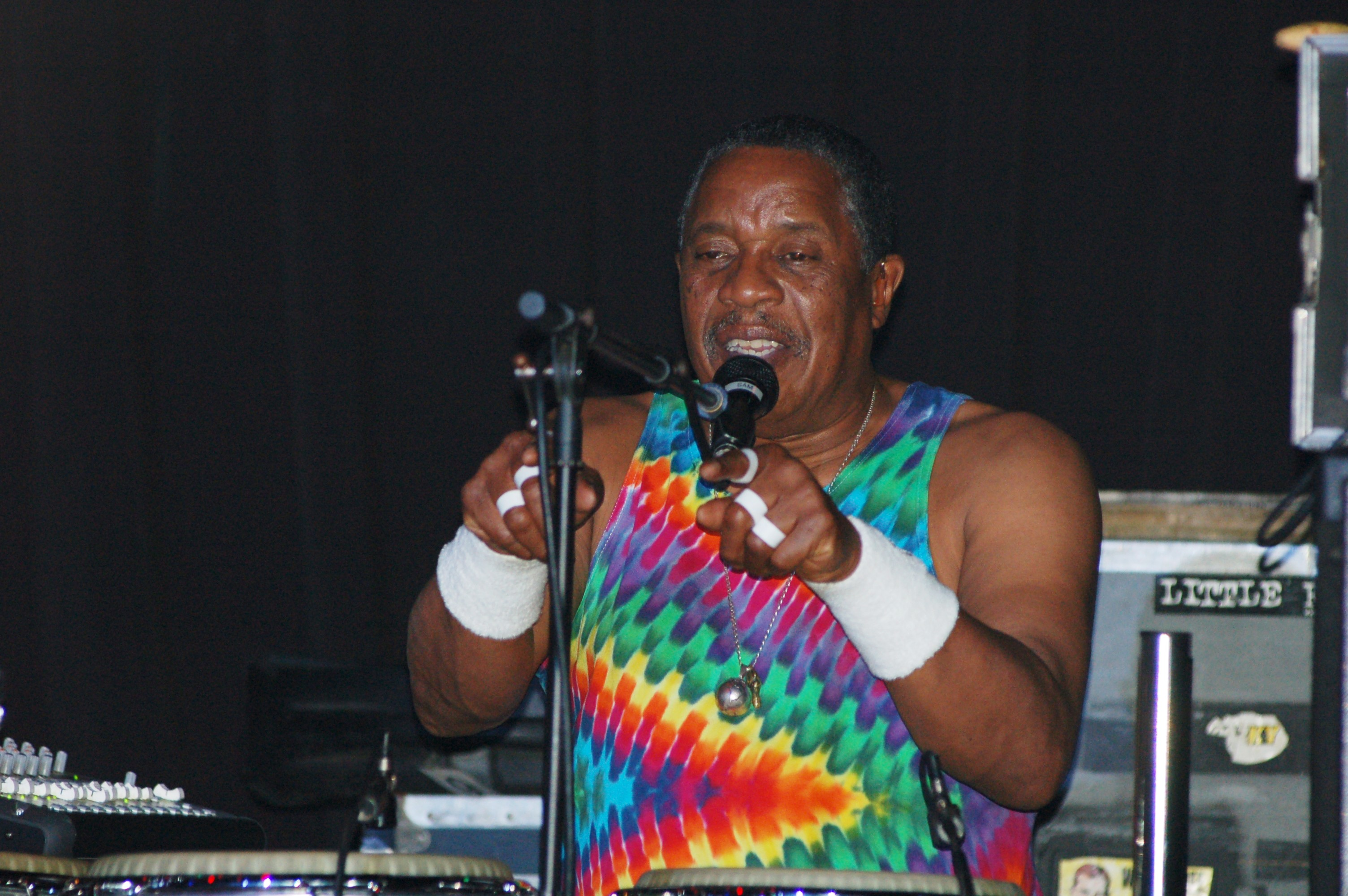
Sam Clayton 2009

Sam Clayton (* 30. März 1952 in New Orleans, Louisiana) ist ein Rock-Perkussionist, der vor allem durch seine Arbeit mit Little Feat bekannt wurde.
Clayton stieg 1970 in die Musikszene ein, als er Delaney & Bonnie auf ihrem Album To Bonnie from Delaney unterstützte. 1972 wurde er dann Mitglied von Little Feat, bei denen er im Folgejahr auf Dixie Chicken debütierte. Neben seiner Arbeit bei Little Feat spielte er auch auf Produktionen anderer Künstler, darunter Valerie Carter, Chico Hamilton, Freddie King, Robert Palmer, Bonnie Raitt und Richard Torrance.
Nach der Trennung Little Feats 1979 half Clayton 1980 Bob Seger auf dessen Against the Wind und beteiligte sich später an den Aufnahmen zu Alben von Jimmy Barnes, Jimmy Buffett und Timothy B. Schmit. 1988 schloss er sich wieder Little Feat an, die eine Reunion starteten. In den 1990er Jahren setzte Clayton seine Arbeit als Studiomusiker fort, zum Beispiel auf Veröffentlichungen von Johnny Hallyday, Howard Jones und Travis Tritt.